# Tempesta Filomena

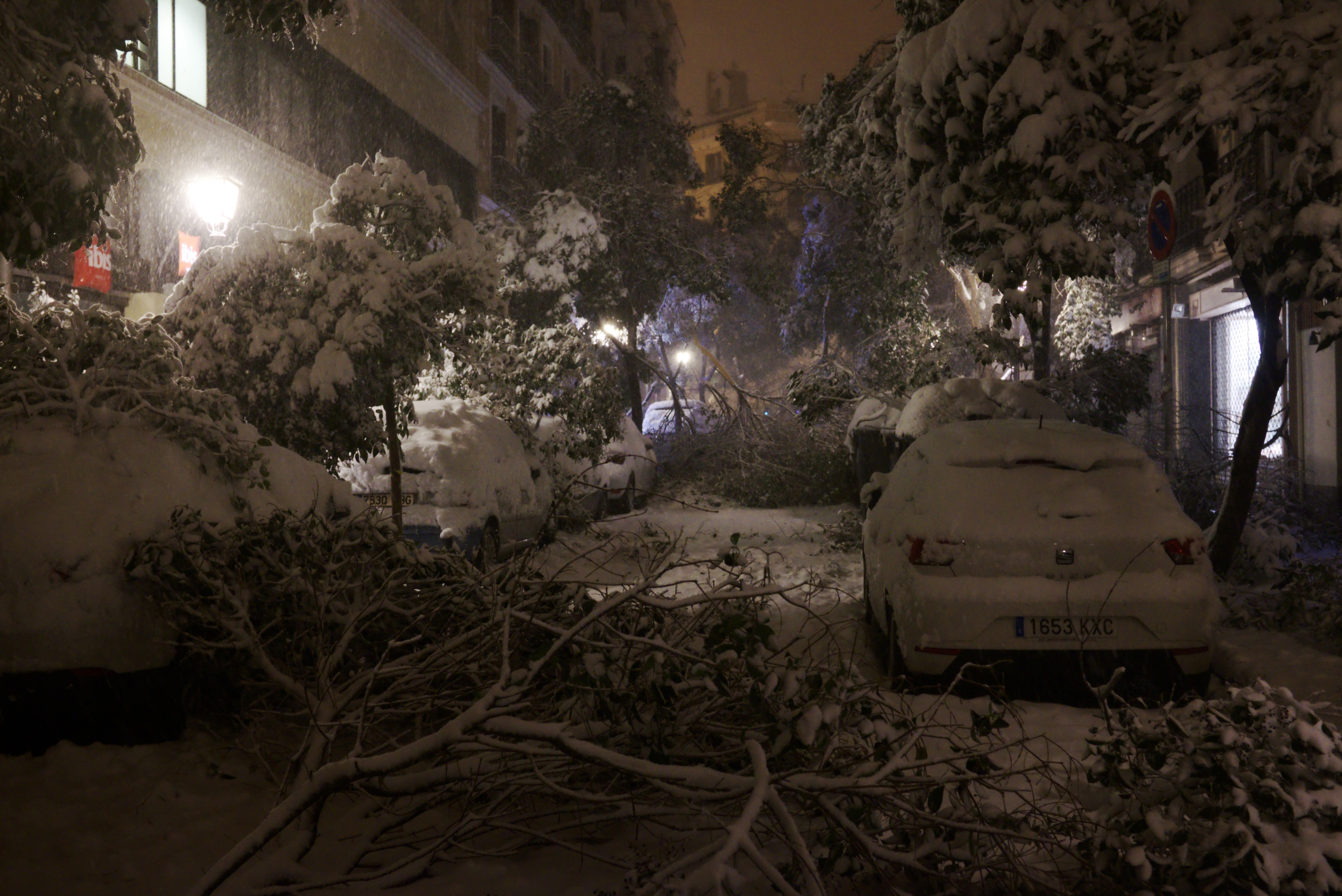
Alberi divelti dalla tempesta Filomena. Quartiere di Malasaña (Madrid).

La Tempesta Filomena è stata un ciclone extratropicale di lieve entità che ha portato abbondanti nevicate in Spagna e Portogallo, verificatosi tra il 5 e l'11 gennaio 2021. La  perturbazione formatasi il 7 gennaio sulle Isole Canarie ha attraversato la penisola iberica l'8 e 9 gennaio. 
Durante il passaggio di Filomena sulla Spagna, un potente sistema ad alta pressione denominato Anticyclone Antje dall'Università libera di Berlino, centrato sul Regno Unito, ha portato correnti d'aria fredda dall'Artico attraverso le isole britanniche fino a raggiungere la tempesta Filomena, provocando forti nevicate. 
Il sindaco di Madrid ha richiesto al governo spagnolo il riconoscimento di area catastrofica.
La tempesta Filomena ha messo alla prova gli operatori sanitari spagnoli, i quali tuttavia «hanno dato prova di solidarietà e dedizione», come ha commentato il ministro della sanità.